# رباب بنت امرؤالقیس
رباب دختر اِمرُؤُالقیس (به عربی: رباب بنت امرؤ القیس بن عدی بن أوس) همسر حسین بن علی بوده و به علت حضور در واقعه کربلا و همچنین اشعاری که برای همسرش سروده مورد توجه شیعیان است.

## ازدواج
بوالفرج از عوف بن خارجه نقل کرده‌است که نزد عمر بن الخطاب بودم که مردی پیش او آمد و سلام کرد و گفت: «من مردی نصرانی هستم و نامم اِمرُؤُالقیس است. آمده‌ام مسلمان شوم و احکام آن را بیاموزم.»
اسلام را بر او عرضه کردند. مسلمان شد و امارت قبیله قضاعه را که در شام بودند به او پیشنهاد کردند.
 وقتی از نزد عمر بیرون آمد، علی بن ابی طالب را ملاقات کرد و حسن و حسین همراه او بودند.
علی به او گفت: «من علی بن ابی طالب پسرعموی رسول خدا و داماد اویم و اینان فرزندان من هستند که مادرشان فاطمه، دختر رسول خداست. ما علاقه‌مندیم با تو وصلت کنیم.»
امرؤالقیس گفت: «یا علی، دختری دارم به نام محیاة که او را به عقد تو درمی‌آورم و دختر دیگرم، سلمی را به فرزندت حسن و سومین دخترم رباب را به حسین می‌دهم.»
رباب از حسین صاحب دو فرزند شد، به نام‌های عبدالله  علی‌اصغر  و سکینه. امرؤالقیس پدر رباب از اشراف و خانواده‌های بزرگ عرب به‌شمار می‌رفت. رباب در نزد حسین بن علی قدر و منزلت خاصی داشت. چنان‌که اشعاری را دربارهٔ او و فرزندش، سکینه، سروده‌است: «دوست دارم خانه‌ای را که در آن سکینه و رباب باشند. آن دو را دوست می‌دارم، مالم را به آنان می‌بخشم و کسی حق سرزنش آنان را ندارد.»

## واقعه کربلا
بعد از کشته‌شدن حسین، وقتی در مجلس ابن زیاد، رباب نگاهش به سر همسرش افتاد، بی‌تاب شد، آن سر را گرفت و بوسید و در کنار خود نهاد و نوحه‌سرایی کرد.
ابن اثیر می‌گوید:

رباب با قافله اسیران به شام رفت و چون به مدینه بازگشت، اشراف قریش از او خواستگاری کردند.
رباب گفت: «جز رسول خدا که من همسر فرزندش بودم، همسر فرزند هیچ‌کس دیگری نخواهم شد.» و تا یک سال همچنان گریست و از زیر آسمان به زیر هیچ سقفی نرفت تا از فرط اندوه جان سپرد. بعضی گفته‌اند رباب یک سال در کنار قبر حسین ماند، آنگاه به مدینه بازگشت و از شدت اندوه درگذشت. او در سوگ حسین اشعاری نیز سروده بود.